# اوزدن اوبا
اوزدن اوبا (به ترکی آذربایجانی: Üzdənoba) یک منطقه مسکونی در جمهوری آذربایجان است که در شهرستان قوسار واقع شده است. اوزدن اوبا ۶۱۴ نفر جمعیت دارد.